# 郭水潭
郭水潭（1908年2月7日—1995年3月9日），字千尺，臺南佳里佳里興人，是台灣日治時期鹽分地帶文學的代表人物之一。郭水潭因接受日文教育，主要創作的語言是日文，學生時期就有俳句和短歌的創作。與吳新榮、莊培初等人被稱為北門七子。
曾參與南溟樂園社、台灣文藝聯盟、《臺灣新文學》等文學組織。1941年出任臺南州技士；戰後1946年出任佳里鎮第一屆鎮民代表會主席、參與臺北市文獻委員會等至1980年退休。

## 生平
郭水潭於明治四十一年（1908年）2月7日出生於臺灣鹽水港廳佳里興堡佳里興四百七十八番地（今臺南市佳里區），戶籍登記為5月13日。父親郭九，母親陳錳，為家中長子。大正五年（1916年），進入佳里興公學校（今臺南佳興國小）就讀，與蘇新為同班同學。大正十一年（1922年）3月畢業於佳里興公學校，4月進入佳里公學校高等科。大正十三年（1924年）畢業。十四年（1925年）任職北門郡役所庶務課，兼任郡守通譯。

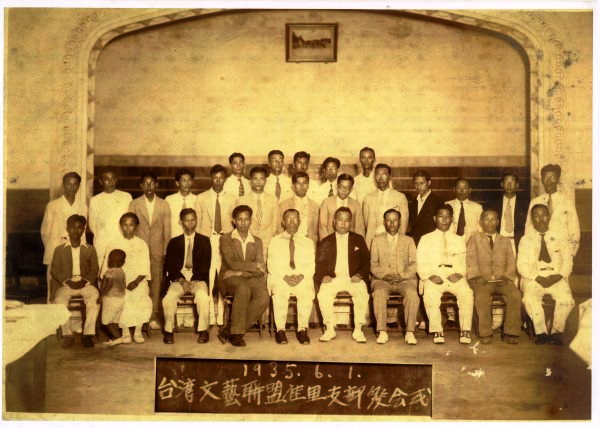
1935年台灣文藝聯盟佳里支部會式，立者前排右七為郭水潭。

郭水潭最初以創作日本短歌步入台灣文壇，昭和五年（1930年）二十三歲加入「新珠短歌會」（あらたま），在會誌上發表短歌，作品曾入選《皇紀二五九四年歌集》。1929年加入「南溟樂園社」，從事新詩創作。新詩內容分為抒情詩與社會批判二類。
昭和八年（1933年）1月，郭水潭發表日文〈斷片の私見〉（對文壇之我見）於《臺灣新民報》文藝欄，批評1932年臺灣文壇現狀，認為殖民地文學必須表達堅強的意志及自我覺醒的使命感，並舉出楊逵〈送報伕〉解說。同年與吳新榮、徐清吉共同發起「佳里青風會」，昭和九年（1934年）5月出席「台灣文藝聯盟」的成立，同年發表〈故鄉的書簡——致獄中的S君〉於《臺灣新民報》文藝欄，表達對同窗蘇新（於1931年被捕判刑）的懷念。由自報紙上獄中名單中，發現故人的名字進而聯想昔日容顏。昭和十年（1935年），與吳新榮奔走，籌組「台灣文藝聯盟佳里支部」，6月台灣文藝聯盟佳里支部成立。同年加入《臺灣新文學》任編輯。於該年以小說作品〈某男人的手記〉獲得《大阪每日新聞》的「本島人新人懸賞」佳作。昭和十四年（1939年）11月23日當選佳里街協議會員。12月發表日文詩〈世紀之歌〉於西川滿主編的《華麗島》詩刊。同年1月二歲的次子郭建南夭逝，郭水潭發表〈向棺木働哭──給建南的墓〉於《臺灣新民報》，被龍瑛宗評為當年最感人之傑作。
昭和十六年（1941年），郭水潭出任臺南州技士，成為日本政府正式官職。一度遭到鹽分地帶同仁非議，為此郭水潭在《臺灣文學》第1卷第2號發表〈法被を着る日〉（穿文官服的那一天）一文表明自身當官的動機及理想。昭和十八年（1943年）1月，郭水潭在皇民化運動時期遭地方法院檢察官約談，審問後以「思想有問題」遭入獄八個月半。10月2日出獄。12月，應張文環之邀，任《臺灣文學》編輯長。
戰後，郭水潭於1945年10月出任「三民主義青年團直屬臺灣區團臺南分團北門區隊」聯合辦事處組訓股長，吳新榮為主任，林精鏐任總務股長。1946年2月出任佳里鎮第一屆鎮民代表會主席。4月與二夫人楊來于移居臺北，任一德股份有限公司業務經理。1947年二二八事件爆發時，郭水潭因此時失業在家而未遭牽連。然而在白色恐怖時期，也因同窗好友蘇新投共而使郭水潭遭到情治人員監控，日記及許多資料皆不得不焚毀，關於文學的創作也因此中斷。
1950年吳三連奉派接任臺北市長，延聘郭水潭任秘書室事務股長，並參與臺北市文獻委員會。吳三連市長卸任後，郭水潭轉任臺北市中央蔬菜批發市場專員、台灣區蔬菜公會總幹事。直到1980年退休。1972年發表戰後第一首中文詩〈無聊的星期天〉於《笠》詩刊。1979年8月應邀出席臺南北門南鯤鯓廟主辦的「第一屆鹽分地帶文學營」，與會者除郭水潭外，亦有巫永福、林芳年、鍾逸人等。
1981年4月郭水潭返回故鄉定居，1982年二夫人楊來于逝世，郭水潭到麻豆鎮的養老院「麻豆普門之家」養老，晚年郭水潭記憶力退化，無法記憶。1993年郭水潭獲得臺南縣立文化中心頒發第一屆「南瀛文學獎特別貢獻獎」，及1994年12月臺南縣政府出版《郭水潭集》，成為他生前首次作品成書。1995年3月9日，郭水潭逝世。20日於麻豆鎮小埤里舉行告別式。

## 創作成就
郭水潭作創作文類括短歌、俳句、小說、日記、隨筆、評論與新詩。早年研究日本古典文學和短歌，後以新詩創作聞名，為鹽分地帶重要詩人之一。其中〈向棺木慟哭〉一詩，曾被龍瑛宗譽為「一九三九年最使人感動的傑作」。黃武忠評論其詩作特色：「傾向於寫實主義的文學，以描寫故鄉的情景和鄉土文學為主，當然也有個人思想的流露、揭發社會的不平等、以及反抗日帝的壓迫等，更可貴的是充滿著強烈的民族意識和正義感」。郭水潭部分詩作、小說帶有階級批判色彩，諷刺階級壓迫體制，流露勞苦大眾的心聲。

## 著作
相關著作出版有羊子喬編輯之《郭水潭集》（臺南：臺南縣立文化中心，1994年）、國立臺灣文學館《臺灣現當代作家研究資料彙編56 郭水潭》（臺南: 國立臺灣文學館，2014年）。
被他人收錄著作出版有陳明台主編《陳千武譯詩選集》（臺中：臺中文化局，2003）。郭水潭的戰前日記由台灣詩人葉笛翻譯成中文，後被收錄在《葉笛全集10 翻譯卷三》（臺南: 國立臺灣文學館，2007年）。郭水潭的日文新詩〈乞丐〉、〈斑鳩與廟祝〉、〈蓮霧之花〉中譯文本被收錄在林瑞明主編《國民文選‧現代詩卷I》（臺北：玉山社，2005）。

## 外部連結
- 臺灣記憶>臺灣歷史人物小傳--明清暨日據時期>郭水潭
- 香雨書院：郭水潭 （页面存档备份，存于）